# Palazzo Zorzi Galeoni

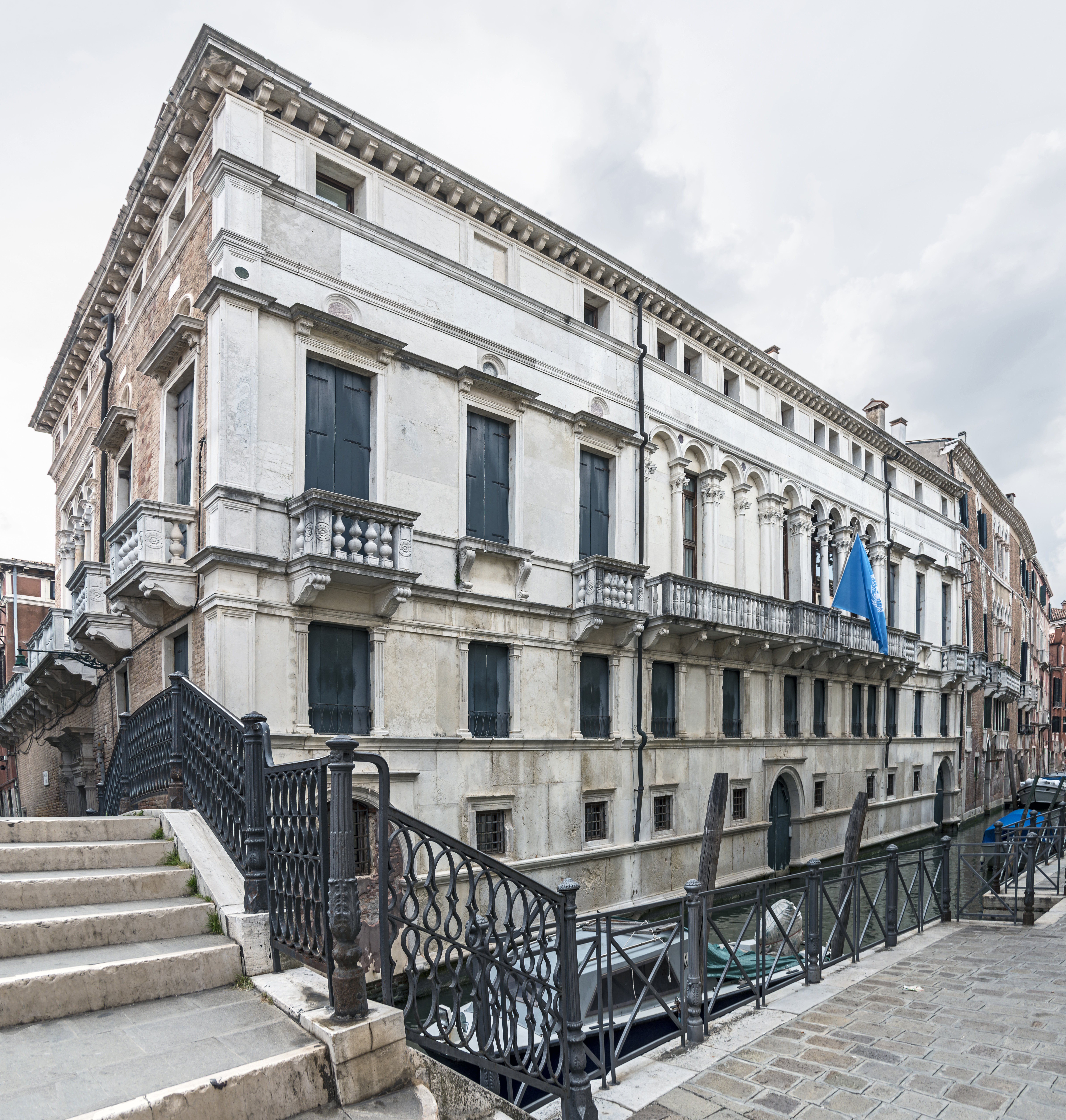
Palazzo Zorzi Galeoni, Sitz der UNESCO in Venedig

Palazzo Zorzi Galeoni, auch Palazzo Zorzi oder Palazzo Zorzi a San Severo, ist ein Palast in Venedig in der italienischen Region Venetien. Er liegt im Sestiere Castello mit Blick auf den Rio di San Severo neben dem Palazzo Zorzi Bon zur Salizada Zorzi und dem Ponte di San Severo hin.

## Geschichte
Marco Zorzi, der wegen seines Glücks und seines Geschicks in Geschäftssachen den Beinamen „Pinza d’Oro“ (dt.: „Goldzange“) hatte, ließ gegen Ende des 15. Jahrhunderts den Palast auf einem Gelände, das die Gebrüder Giovanni und Francesco Zorzi Ende des 14. Jahrhunderts erworben hatten, vollständig umbauen. Das Werk von Jacopo de’ Barbari aus dem Jahr 1500 zeigt den neuen Palast noch im Bau, aber man glaubt, dass Mauro Codussi, u. a. der Architekt der angrenzenden Kirche Santa Maria Formosa, bald nach 1480 mit dem Projekt beauftragt wurde, wenn man in Betracht zieht, dass dieser 1504 verstarb. Francesco Sansovino beschrieb 1581 „den Palast der Familie Giorgia, bedeckt mit weißem Marmor“.
1997 kaufte die Stadt Venedig den Palast und nach fünf Jahren der Restaurierung, bei der jede Spur der alten Dekoration der Innenräume verschwand, ist er in schlechtem Zustand nach Jahren der Vernachlässigung regionaler Sitz der UNESCO. In diesen Räumen war bis 2015 die Associazione dei Comitati Privati per la Salvaguardia di Venezia untergebracht, der 26 Jahre lang Alvise Zorzi vorstand, Nachkomme der Familie, die den Palast einst bauen ließ.

## Beschreibung
Die Fassade zeichnet sich neben dem älteren gotischen Palazzo Zorzi Bon durch die strahlend weiße Verkleidung mit istrischem Kalkstein aus und zeigt schon deutliche Linien der Renaissance. Insbesondere zeigt dies der kantige Grundriss, der – unüblich in Venedig – zum Bau eines Portego (Empfangssalons) führte.
Der Palast hatte früher außer einem Innenhof mit Brunnen einen großen Flügel entlang der Gasse, den heute fast vollständig das Restaurant „Al Giardinetto da Severino“ einnimmt, das in einem seiner Räume einen alten Kamin mit einem großen Wappen der Zorzis bietet. Der genannte Innenhof, der heute zum Restaurant gehört und in dem es früher einen Boccia-Club gab, war ursprünglich der große Garten des Palastes, in den man von einem an den Portego angrenzenden Balkon aus gelangte.

## Galeriebilder

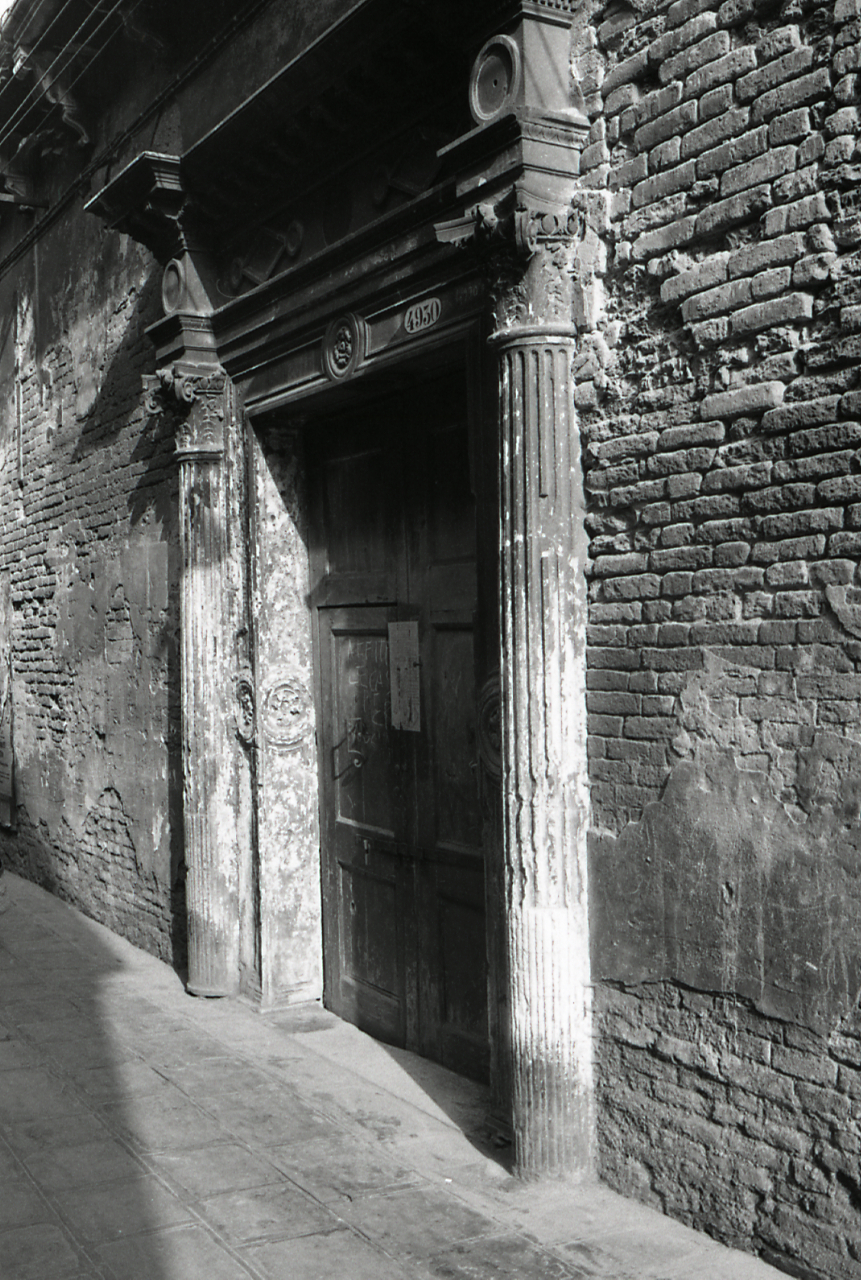
Eingangsportal auf einem Foto von Paolo Monti (1977)
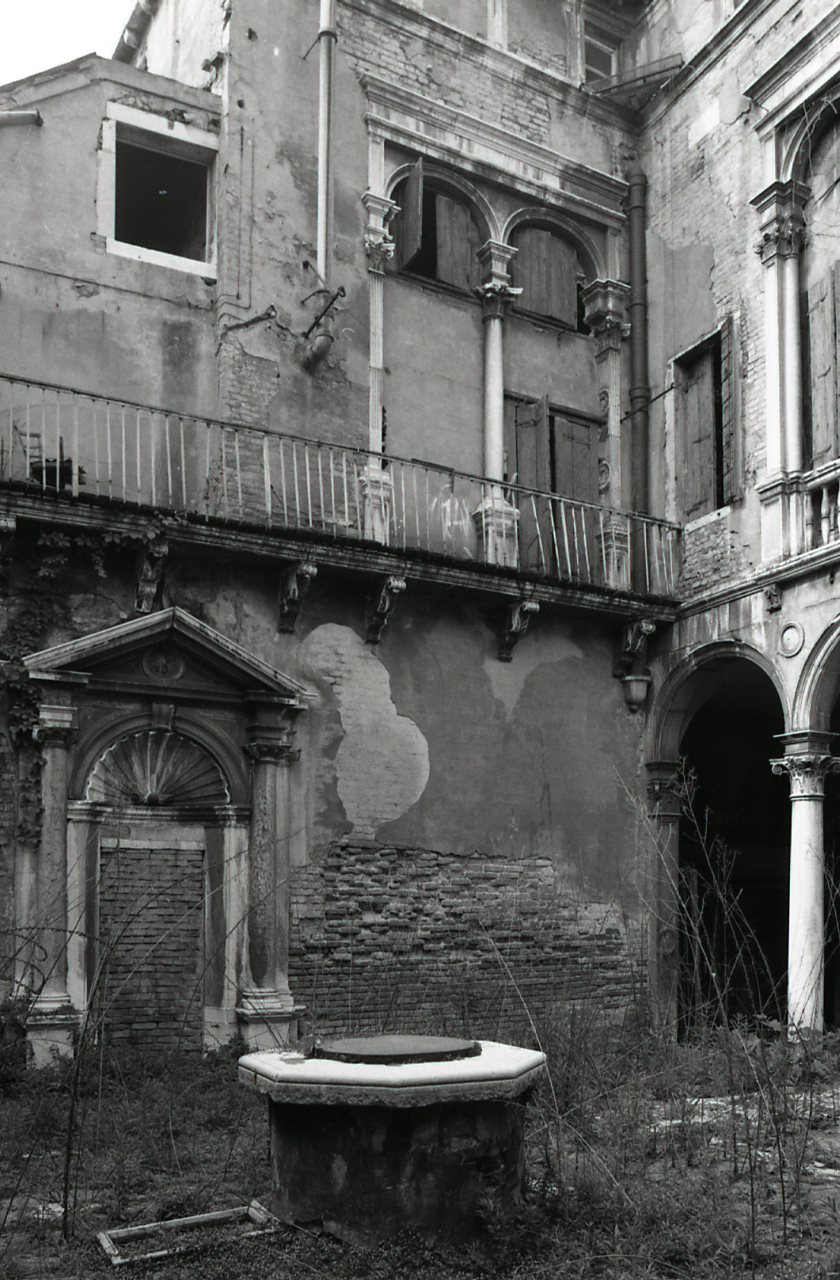
Innenhof auf einem Foto von Paolo Monti (1977)